# Tatiana Țîbuleac

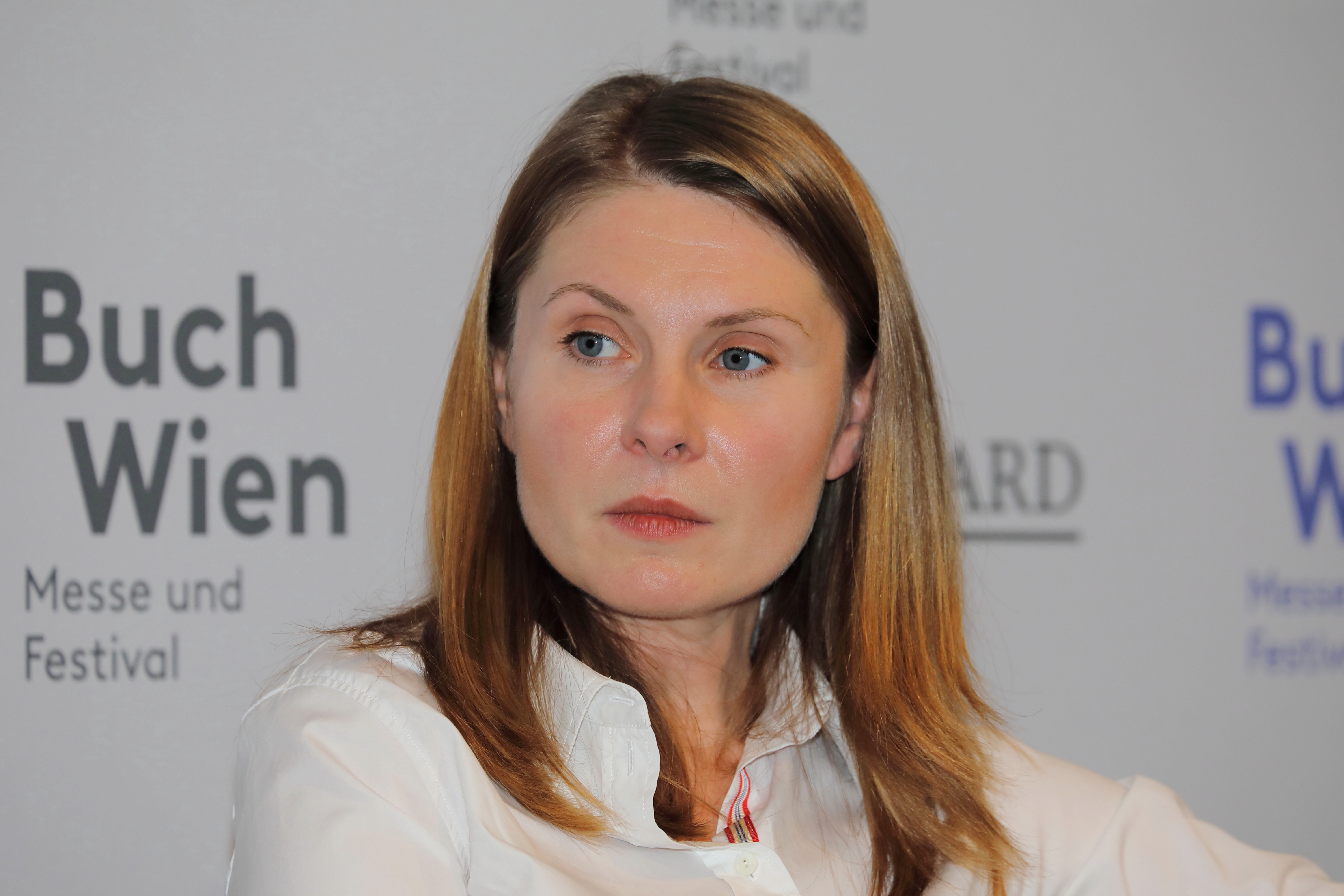
Tatiana Țîbuleac

Tatiana Țîbuleac (* 15. Oktober 1978 in Chișinău, Moldauische Sozialistische Sowjetrepublik) ist eine Schriftstellerin aus der Republik Moldau. 

## Biografie
Țîbuleac studierte Journalismus und Kommunikation an der Staatsuniversität Moldau. Bekannt wurde sie durch die Kolumne „Wahre Geschichten“, die Mitte der 1990er Jahre in der Zeitung Flux erschien. Seit 1999 arbeitete sie als TV-Reporterin und Nachrichtenmoderatorin bei PRO TV Chisinau. 2008 ließ sie sich in Paris nieder, wo sie im audiovisuellen Bereich tätig ist.
Țîbuleac gab ihr redaktionelles Debüt mit Fabule moderne, und ihr zweites Buch Der Sommer, als Mutter grüne Augen hatte, erschien 2017 im Cartier-Verlag in der Rotonda-Sammlung. 
Das Buch wurde mit dem Preis des Schriftstellerverbandes der Republik Moldau (2017), mit dem Preis der Zeitschrift Observator cultural und mit dem Preis Observator Lyceum (2018) ausgezeichnet. Der Roman erschien auf Französisch, Spanisch, Norwegisch, Deutsch und Polnisch. Die spanische Ausgabe, die 2019 im Verlag Impedimenta erschienen ist, wurde mit dem Casino de Santiago European Novel Award ausgezeichnet.
Grădina de sticlă (Der Glasgarten), Tatiana Țîbuleacs zweiter Roman, der 2018 im Cartier-Verlag erschienen ist, wurde mit dem Literaturpreis der Europäischen Union (2019) ausgezeichnet und ins Französische, Spanische, Deutsche und Bulgarische übersetzt. Tatiana Țîbuleac ist Gewinnerin des Nationalpreises der Republik Moldau.

## Veröffentlichte Werke
- 2014 Fabule Moderne
- 2017 Vara în care mama a avut ochii verzi (Der Sommer, als Mutter grüne Augen hatte Aus dem Rumänischen von Ernest Wichner). Wiederaufgelegt Frankfurt am Main 2021 (Schöffling-Verlag)
- 2018 Grădina de sticlă